# Чарни-Луґ
Чарни-Луґ (пол. Czarny Ług) — село в Польщі, у гміні Єдлінськ Радомського повіту Мазовецького воєводства.
Населення — 243 особи (2011).
У 1975-1998 роках село належало до Радомського воєводства.

## Демографія
Демографічна структура станом на 31 березня 2011 року:
|          | Загалом | Допрацездатний вік | Працездатний вік | Постпрацездатний вік |
| -------- | ------- | ------------------ | ---------------- | -------------------- |
| Чоловіки | 122     | 35                 | 81               | 6                    |
| Жінки    | 121     | 33                 | 71               | 17                   |
| Разом    | 243     | 68                 | 152              | 23                   |